# Uberto Revelli
Uberto Revelli (Rocca Cigliè, 16 maggio 1922 – Torino, 17 novembre 2006) è stato un partigiano italiano, tra i fondatori dell'Organizzazione Franchi e attivo nella guerra di liberazione dall'occupazione nazista in Italia, nel 1943-1945.

## Biografia
Nato a Rocca Cigliè, in provincia di Cuneo, il 16 maggio 1922 da Rosa Gallo e Giuseppe Revelli, visse l'infanzia a Carrù.

Fu allievo del filosofo Luigi Pareyson al Liceo classico di Cuneo nel 1940/41; dallo stesso anno allievo dell'Accademia di artiglieria e genio militare a Torino. Si trasferì a Lucca, ove conseguì la nomina a sottotenente. 
In seguito all'armistizio dell'8 settembre 1943 si unì al generale Giuseppe Perotti, costituendo dapprima una banda partigiana in val Casotto, per poi trasferirsi nel febbraio 1944 di nuovo a Torino, in clandestinità. A seguito della fucilazione del generale Giuseppe Perotti fondò assieme a Edgardo Sogno, Riccardo Banderali e altri l'Organizzazione Franchi, svolgendo attività di resistenza non-violenta dall'aprile 1944.
Venne arrestato a Torino il 22 dicembre 1944 e infine trasferito al campo di sterminio di Dachau, in Germania, dove giunse il 24 marzo 1945, sopravvivendo sino alla liberazione americana di esso il 29 aprile 1945.
Nel dopoguerra svolse la carriera militare, conseguendo anche la laurea in ingegneria, operando a Pavia e Torino, sino all'ottenimento del grado di Generale. Dopo il pensionamento fu eletto nel consiglio comunale di Carrù per due mandati, dal 1985 al 1995, coprendo anche il ruolo di assessore. Svolse assidua attività nell'A.N.P.I..
Si spense il 17 novembre 2006 a Torino, per poi essere sepolto nella tomba di famiglia del cimitero di Carrù.